# 観音寺 (湘潭市)
観音寺（かんのんじ）は、中華人民共和国湖南省湘潭市昭山南麓にある仏教寺院。

## 沿革
観音寺は、2009年に湖南省湘潭市昭山南麓に建設され、元々資福寺と呼ばれていたとされている。

## 伽藍
山門、天王殿、観音殿、大雄宝殿
- 天王殿：弥勒菩薩、四天王が祀られている。
- 観音殿：千手千眼観音像を拝顔できる。
- 大雄宝殿：本尊は如来坐像。